# 三木澄子
三木 澄子（みき すみこ、1908年1月2日 - 1988年4月16日）は、日本の児童文学作家。本名同じ。三木は旧姓。

## 経歴・人物
長崎県長崎市生まれ。愛知県立第一高等女学校（現・愛知県立明和高等学校）卒業。1926年には、菊田一夫、安藤一郎らとともに詩の同人誌『花畑』を創刊。1929年『婦人サロン』（文藝春秋）の懸賞小説で「試験結婚実話 一週間」が当選し同誌に随筆を書く。1936年会社員・磯野栄蔵と結婚。1941年、小説「手巾の歌」で第13回芥川賞候補。
1947年『文藝春秋』に「石段」を発表。1949年『文學界』の庄野誠一編集長の勧めでジュニア小説「星座」を執筆。この後多くのジュニア小説を発表。1961年『ひなぎく咲く花』で小学館文学賞佳作。1974年に北海道網走市に移住。その後も数編のジュニア小説を発表する。1982年児童文化功労者。1984年から『文芸網走』で「晩祷」の連載を開始するが1988年に網走市内の喫茶店で倒れ、心不全のため死去した。

## 著書
- 『匂い菫』（妙義出版社） 1949
- 『紫水晶』（ポプラ社） 1951
- 『クララ・シューマン 愛と芸術の母』（ポプラ社、偉人伝文庫） 1952
- 『さくら草物語』（ポプラ社） 1953
- 『国木田独歩 武蔵野の詩人』（ポプラ社、偉人伝文庫） 1953
- 『北斗星のかなた』（ポプラ社） 1955
- 『まつゆき草』（ポプラ社） 1955
- 『シューベルト』（偕成社、児童伝記全集） 1958
- 『ナイチンゲール』（偕成社、なかよし絵文庫） 1958
- 『星の広場』（集英社、コバルト・ブックス） 1966
- 『遠い花火』（集英社、コバルト・ブックス） 1967 のちコバルト文庫
- 『野ぎくの道しるべ』（集英社、コバルト・ブックス） 1967 のちコバルト文庫
- 『若い恋人たち』（学習研究社、レモン・ブックス） 1967
- 『禁じられた手紙』（集英社、コバルト・ブックス） 1968 のちコバルト文庫
- 『さわやかな夜明けに』（集英社、コバルト・ブックス) 1968
- 『かがやく愛を』（集英社、コバルト・ブックス) 1969 のちコバルト文庫
- 『風も光る青春』（集英社、コバルト・ブックス) 1969
- 『荒地の青春』（集英社、コバルト・ブックス) 1970 のちコバルト文庫
- 『不死鳥飛ぶ』（集英社、コバルト・ブックス) 1971 のちコバルト文庫
- 『愛さずにはいられない』（集英社、コバルト・ブックス) 1971 のちコバルト文庫
- 『風浪の岸』（集英社、コバルト・ブックス) 1971
- 『あなたも果実』（偕成社、少女小説シリーズ) 1972
- 『雪が燃えていた』（集英社、コバルト・ブックス) 1972 のちコバルト文庫
- 『風が答えた』（集英社、コバルト・ブックス) 1973 のちコバルト文庫
- 『雪の恋歌』（集英社、コバルト・ブックス) 1973 のちコバルト文庫
- 『小説菊田一夫』（山崎書房） 1974
- 『熱愛』（集英社、コバルト・ブックス) 1974 のちコバルト文庫
- 『白鳥に告げた言葉』（集英社、コバルト・ブックス） 1975 のちコバルト文庫
- 『リラの愛・むらさき』（集英社、コバルトシリーズ） 1976
- 『ふたりだけの森』（集英社、集英社文庫) 1977.11
- 『妖精の涙』（集英社、集英社文庫) 1977.1
- 『心に真紅のリボンを』（集英社、集英社文庫) 1978.6
- 『恋人たちは霧の中』（集英社、集英社文庫) 1978.10
- 『ねこときつねがさんぽして』（小学館） 1979.3
- 『海は少女を見たか』（集英社、集英社文庫) 1979.4
- 『わたしの女満別開拓史』（オホーツク書房） 1980.10
- 『北に青春あり』（集英社、集英社文庫) 1981.9

## 再話
- 『谷間の白百合 / 昔気質の少女』（オルコット、偕成社） 1955
- 『古城物語』（シュトルム、ポプラ社） 1955
- 『ひみつの花園』（バーネット、偕成社、児童名作全集） 1956
- 『小公子』（バーネット、偕成社） 1958
- 『八人のいとこ』（オルコット、偕成社） 1959
- 『足ながおじさん』（ジーン・ウェブスター、偕成社、世界少女名作全集） 1959
- 『ケティー物語』（クーリッジ、偕成社、少女名作シリーズ33） 1960

## 注
1. ↑  国会図書館では1912年とするがそれでは経歴が不自然であろう。
2. 1 2 3  『雪が燃えていた』集英社文庫 花・1977年2月10日初版発行 巻末「著者略歴」より
3. ↑  網走歴史の会「三木澄子」より